# PSX (grabadora de video digital)
La PSX es una grabadora de video digital de Sony con una consola PlayStation 2 totalmente integrada. Fue lanzado en Japón el 13 de diciembre de 2003. Dado que fue diseñado para ser un dispositivo de video de uso general para el consumidor, fue comercializado por Sony Corporation en lugar de Sony Computer Entertainment y no lleva la marca habitual de PlayStation. Su alto costo resultó en ventas pobres, lo que significó que la PSX no fuese lanzada fuera de Japón. Esto lo convirtió en un fracaso comercial.

## Características
El dispositivo es un grabador de video digital completamente funcional con control remoto infrarrojo incluyendo entradas de S-Video, video compuesto y RF. Es capaz de sintonizar señal analógica VHF y CATV. También se puede vincular con una PlayStation Portable para transferir fotos, videos y música a través de puertos USB, y cuenta con software para edición de video no lineal, edición de imagen y edición de audio. El soporte para DVD + R debió ser introducido en una futura actualización.
Fue el primer dispositivo en utilizar la interfaz gráfica de usuario XrossMediaBar (XMB) de Sony, que luego se usó en los PlayStation Portable, PlayStation 3 y televisores BRAVIA de la era 2008.
El PSX es totalmente compatible con el software PlayStation y PlayStation 2 gracias a su unidad de DVD de carga por ranura. La compatibilidad de juegos en línea está disponible mediante la conexión de banda ancha. Los juegos que usan la unidad de disco duro de PS2 (como Final Fantasy XI) también son compatibles.
El PSX no se vendía con ningún controlador, pero hay dos puertos de controlador en la parte posterior del dispositivo. Si bien la PSX es compatible con los controladores y las tarjetas de memoria estándar PS / PS2 (con la excepción de la PocketStation), también se vendió una variante del controlador DualShock 2 comercializado específicamente para la PSX que incluía un cable de 4 metros de largo (un poco más largo). que las versiones estándar del controlador. Dos puertos para tarjetas de memoria de PlayStation estaban en la parte frontal de la PSX, detrás de una cubierta del panel. Debido a la diferente ubicación de las ranuras para tarjetas de memoria (que se encuentran sobre los puertos del controlador en las consolas PS2 estándar), la PSX es incompatible con la PlayStation Multitap y su contraparte de PS2, y no se produjo ninguna multitap compatible con PSX. Los juegos que requieren el uso de dos o más puertos USB también son incompatibles con la PSX.
siguiendo el estándar de la PS2, el PSX puede ser puesto horizontalmente o verticalmente.

## DVRP
Al ser una combinación de una grabadora de video digital y una PlayStation2, Sony añadió un nuevo CPU a la mezcla, un Fujitsu FR60, que junto a un firmware actualizable contenido en una memoria flash exclusiva de la PSX (a este firmware se lo llama comúnmente DVRP)  controla el sistema de la grabadora de video digital, sin embargo, Sony interconectó ciertos componentes de la PS2 mediante el sistema DVRP:
- El Disco Duro interno
- El Puerto FireWire (IEEE1394)
- El Receptor de Infrarrojos

uno de los principales problemas de la PSX son los estrictos controles de autenticación del disco duro interno conducidos por el DVPR, cada vez que un software accede al disco duro, el DVRP controla que este sea un disco duro oficial, y si no lo puede confirmar, la corriente del disco duro es cortada..
A día de hoy no hay forma de usar discos no oficiales en la PSX, sin embargo, se descubrió que las versiones de firmware 1.31 e inferior Permiten el reemplazo de la unidad de disco duro original con un disco duro de PS2 SCPH-20401

## Generaciones
La PSX se dividen en dos generaciones:
Las PSX de primera generación corresponden a los modelos DESR-7000, DESR-7100, DESR-5000 y DESR-5100
Las PSX de Segunda generación corresponden a modelos: DESR-5500, DESR-5700, DESR-7500 y DESR-7700
Las  PSX de segunda generación poseen una gran cantidad de cambios tanto al hardware como al software, al punto de que los firmware diseñados para esos modelos son incompatibles con las PSX de primera generación, si bien las PSX de segunda generación no aceptan downgrades de firmware a versiones hechas para PSX de primera generación, es posible instalar dichas versiones haciendo uso de herramientas caseras diseñadas por un desarrollador de la Scene de PS2

## Configuraciones minoristas
El PSX fue lanzado en ocho configuraciones para minoristas durante su vida útil; La serie 5000 (con un logotipo en relieve en la parte superior y una franja gris en la parte posterior) se distribuyó con unidades de disco duro de 160 GB, mientras que la serie 7000 (con un logotipo en color en la parte superior y una franja negra en la parte posterior) contenía unidades de 250 GB. Las actualizaciones de software se pusieron a disposición por disco o descarga.[cita requerida]
Los modelos 7500/7700 añadieron un Afinador de Reducción de ruido. La inclusión de conectores BS y UHF/VHF. Solo el modelo final incluye soporte para PlayStation Portátil.
| Modelo    | Almacenamiento | Luz delantera de acceso a la unidad de disco duro | i.LINK port | EntradaVHF/UHF | Salida VHF/UHF | Entrada BS | Salida BS | Compatible con PSP |
| --------- | -------------- | ------------------------------------------------- | ----------- | -------------- | -------------- | ---------- | --------- | ------------------ |
| DESR-5000 | 160GB HDD      | No                                                | No          | Sí             | No             | Sí         | No        | No                 |
| DESR-7000 | 250GB HDD      | No                                                | No          | Sí             | No             | Sí         | No        | No                 |
| DESR-5100 | 160GB HDD      | No                                                | No          | Sí             | No             | Sí         | No        | No                 |
| DESR-7100 | 250GB HDD      | No                                                | No          | Sí             | No             | Sí         | No        | No                 |
| DESR-5500 | 160GB HDD      | Sí                                                | No          | Sí             | Sí             | No         | No        | No                 |
| DESR-7500 | 250GB HDD      | Sí                                                | Sí          | Sí             | Sí             | Sí         | Sí        | No                 |
| DESR-5700 | 160GB HDD      | Sí                                                | No          | Sí             | Sí             | No         | No        | Sí                 |
| DESR-7700 | 250GB HDD      | Sí                                                | Sí          | Sí             | Sí             | Sí         | Sí        | Sí                 |

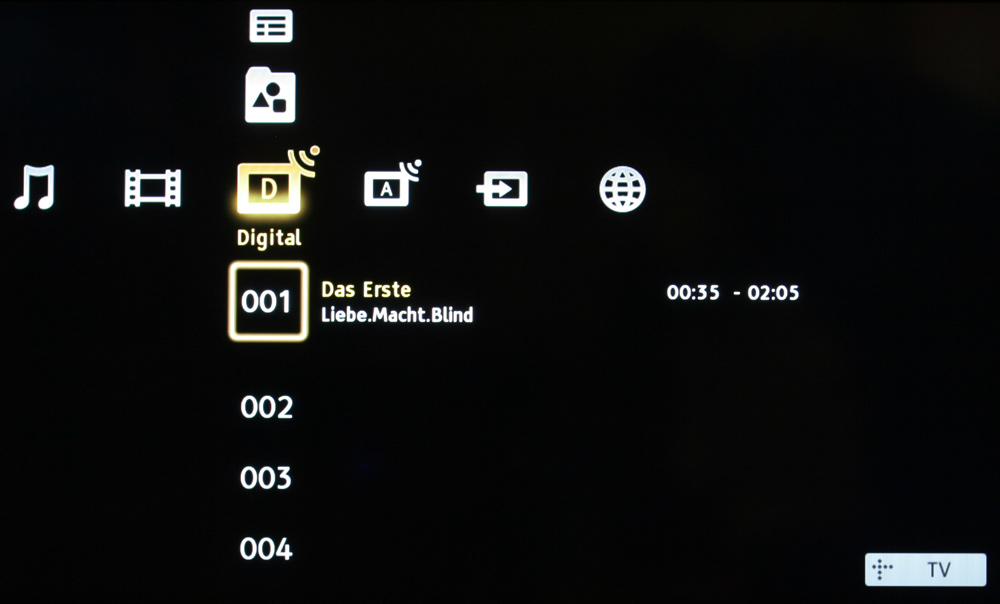
la consola fue la primera en usar la interface xmb

Todos los modelos tienen dos juegos de luces indicadoras, luces de encendido y receptores infrarrojos; una a lo largo de la parte delantera para orientación horizontal y una segunda franja a lo largo de la parte posterior superior para orientación vertical. El indicador 'Disk Rec' está solo en la parte frontal del dispositivo en modelos posteriores.

## Etimología
Antes de ser conocida como la PS1, la primera consola de PlayStation llegó a ser conocida coloquialmente por su nombre en clave provisional de PSX (esto fue adoptado para hacerse eco del MSX, un estándar de computadora residencial vendido por Sony y otras compañías a lo largo de la década de 1980). Esto puede causar cierta confusión sobre a qué dispositivo se está haciendo referencia.

## Colores
El PSX se mostró inicialmente en CEATEC en blanco, plateado, amarillo, rojo y azul. La variante blanca se lanzó comercialmente, con un modelo de edición limitada de plata disponible en 2004..